# Municipio de Martin (condado de McLean)
El municipio de Martin (en inglés, Martin Township) es un municipio del condado de McLean, Illinois, Estados Unidos. Tiene una población estimada, a mediados de 2022, de 1208 habitantes.

## Geografía
Está ubicado en las coordenadas 40°31′28″N 88°37′38″O / 40.52444, -88.62722 (40.524572, -88.627138). Según la Oficina del Censo, tiene una superficie total de 93.85 km², de los cuales 93.83 km² corresponden a tierra firme y 0.02 km² están cubiertos de agua.

## Demografía
Según el censo de 2020, en ese momento había 1206 personas residiendo en la zona. La densidad de población era de 12.9 hab./km². El 93.70 % de los habitantes eran blancos, el 1.08 % eran afroamericanos, el 0.08 % era amerindio, el 0.08 % era asiático, el 0.41 % eran de otras razas y el 4.64 % eran de una mezcla de razas. Del total de la población, el 1.66 % eran hispanos o latinos de cualquier raza.